# Очура (Новий Голубовець)
46°11′ пн. ш. 15°59′ сх. д. / 46.18° пн. ш. 15.98° сх. д.
Очура (хорв. Očura) — населений пункт у Хорватії, у Крапинсько-Загорській жупанії у складі громади Новий Голубовець.

## Населення
Населення за даними перепису 2011 року становило 77 осіб.
Динаміка чисельності населення поселення:

## Клімат
Середня річна температура становить 9,87 °C, середня максимальна – 23,88 °C, а середня мінімальна – -6,42 °C. Середня річна кількість опадів – 1023 мм.
| Клімат поселення                              | Клімат поселення | Клімат поселення | Клімат поселення | Клімат поселення | Клімат поселення | Клімат поселення | Клімат поселення | Клімат поселення | Клімат поселення | Клімат поселення | Клімат поселення | Клімат поселення | Клімат поселення |
| Показник                                      | Січ.             | Лют.             | Бер.             | Квіт.            | Трав.            | Черв.            | Лип.             | Серп.            | Вер.             | Жовт.            | Лист.            | Груд.            |                  |
| Середній максимум, °C                         | 5,60             | 7,56             | 11,73            | 15,99            | 20,81            | 23,88            | 23,42            | 22,86            | 18,93            | 13,80            | 8,20             | 4,56             |                  |
| Середня температура, °C                       | −0,42            | 1,56             | 5,72             | 9,99             | 14,80            | 17,86            | 19,62            | 19,05            | 15,11            | 9,99             | 4,41             | 0,76             |                  |
| Середній мінімум, °C                          | −6,42            | −4,45            | −0,28            | 3,97             | 8,79             | 11,86            | 15,80            | 15,24            | 11,31            | 6,18             | 0,59             | −3,06            |                  |
| Норма опадів, мм                              | 50               | 53               | 71               | 77               | 88               | 118              | 100              | 100              | 98               | 98               | 97               | 73               |                  |
| Середньомісячна швидкість вітру, м/с          | 1.80             | 1.99             | 2.34             | 2.32             | 2.22             | 1.96             | 1.90             | 1.72             | 1.72             | 1.80             | 1.89             | 1.83             |                  |
| Середньомісячна сонячна радіація, кДж/м²·день | 4058             | 6795             | 10434            | 14811            | 18786            | 20663            | 21533            | 18572            | 13759            | 8621             | 4531             | 3216             |                  |
| --------------------------------------------- | ---------------- | ---------------- | ---------------- | ---------------- | ---------------- | ---------------- | ---------------- | ---------------- | ---------------- | ---------------- | ---------------- | ---------------- | ---------------- |
| Джерело:                                      |                  |                  |                  |                  |                  |                  |                  |                  |                  |                  |                  |                  |                  |